# Xenistius
Xenistius és un gènere de peixos pertanyent a la família dels hemúlids.

## Descripció
- Cos allargat i una mica comprimit.
- Mentó amb dos parells de porus.
- Boca obliqua.
- Mandíbula inferior sortint.
- Dents molt petites i disposades en bandes estretes a les mandíbules.
- Ulls moderadament grossos.
- Preopercle fortament serrat.
- Aleta dorsal fortament dividida (gairebé en dues parts).
- Escates aspres.

## Distribució geogràfica
Es troba al Pacífic oriental.

## Taxonomia
- Xenistius californiensis (Steindachner, 1876)[3]
- Xenistius peruanus (Hildebrand, 1946)[4][5][6][7][8][9]